# Cazul Taman Shud
Cazul Taman Shud, cunoscut și ca Misterul Omului din Somerton, este un caz nerezolvat al unui om neidentificat găsit mort la ora 6:30 a.m., pe data de 1 decembrie 1948, pe plaja Somerton din Adelaide, Australia. Cazul este numit după o frază, tamam shud, ce înseamnă "s-a sfârșit" sau "s-a terminat", care a fost găsită pe o hârtie ruptă din cartea The Rubaiyat, găsită în buzunarul ascuns al pantalonilor bărbatului. 
Considerat unul dintre cele mai profunde mistere ale Australiei la acea vreme, cazul a fost subiectul unor intense speculații de-a lungul anilor, despre identitatea bărbatului, evenimentele ce au dus la moartea sa, precum și cauza morții. Atenția publică a fost semnificativă din cauza anumitor factori: evenimentul s-a desfășurat într-o perioadă de tensiuni politice în timpul Războiului Rece, găsirea unor șiruri de caractere ce par a fi coduri secrete într-un buzunar al bărbatului, lipsa de identificare și neclaritatea privind cauza morții. 
Deși cazul a beneficiat de cea mai mare atenție în Australia, a fost pe larg discutat și internațional, deoarece poliția a distribuit materiale în multe părți ale lumii, în efortul de a identifica persoana, iar guvernul Australiei a discutat cu alte guverne în vederea găsirii unor piste.

## Victima
Cadavrul a fost găsit la ora 6:30 a. m., pe data de 1 decembrie 1948, pe plaja Somerton din Adelaide, Australia, iar poliția a fost chemată. Când aceștia au ajuns, cadavrul era întins pe nisip, cu picioarele încrucișate înspre mare. Poliția nu a observat nicio tulburare a cadavrului. O țigară neaprinsă a fost găsită după urechea bărbatului. O căutare în buzunarele acestuia a scos la iveală un bilet de autobuz folosit, din oraș până la St. Leonards, în Glenelg, un bilet de tren pentru clasa a doua, nefolosit, ce ducea din oraș până în Henley Beach, un pieptăn din aluminiu, un pachet pe jumătate plin de Juicy Fruit, un pachet de țigări Army Club conținând țigări Kensitas și o cutie de chibrituri, pe un sfert plină. Stația  la care s-a oprit autobuzul pentru care s-a folosit biletul era la aproximativ 1.100 metri spre nord de locul cadavrului.  
Martorii care au dat declarații au spus că, în după-amiaza de 30 noiembrie, au văzut un individ asemănător cu bărbatul găsit mort. Acesta stătea întins exact pe locul unde a fost mai târziu găsit cadavrul. Un cuplu l-a văzut în jurul orei 7a.m. și au declarat că l-au observat întinzându-și mâna dreaptă și apoi retrăgăndu-și-o lent.  
Potrivit patologului Sir John Burton Cleland, profesor la Universitatea din Adelaide, bărbatul este englez după aparență și avea în jur de 40-45 de ani. Constituția fizică a acestuia era foarte bună. Avea 180 centrimetri înălțime, ochi căprui, părul aproape roșcat, mâini și degete ce indicau că  nu a efectuat munci manuale. Era îmbrăcat în "haine de calitate", constând în o cămașă albă, cravată roșie cu albastru, jeans maro, șosete și pantofi, și, deși fusese o zi foarte caldă, un pulover maro și un sacou gri european. Toate etichetele de pe hainele sale dispăruseră, iar omul nu avea pălărie (ciudat pentru anul 1948, mai ales pentru cineva ce purta un costum) și nici portofel. 

## Autopsia
O autopsie a fost efectuată, iar patologii au estimat timpul decesului la ora 2 a.m., pe 1 decembrie.  
Autopsia a arătat că ultima masă a bărbatului a fost o plăcintă, mâncată cu 3-4 ore înainte de deces, dar testele au eșuat în a arăta orice fel de substanțe străine în corp. Deși otrava a rămas principala suspiciune a cauzei morții, plăcinta nu se crede a fi fost sursa otrăvirii.